# Quartet de corda núm. 9 (Weinberg)
El Quartet de corda núm. 9 en fa sostingut menor, op. 80, va ser compost per Mieczysław Weinberg el 1963. Una vegada més, va ser el Quartet Borodin qui va introduir l'obra a la Sala de Cambra del Conservatori de Moscou el 27 de març de 1964.

## Moviments
- I. Allegro
- II. Allegretto
- III. Andante
- IV. Allegro moderato

## Origen i context
El Novè Quartet recupera la forma clàssica de quatre moviments, que no s'havia utilitzat des del Quartet núm. 4. Va ser compost el 1963, coincidint amb l'any de la creació de la Simfonia núm. 6, una obra per a cor i orquestra amb nens.

## Anàlisi musical
Aquesta obra presenta grans contrastos, passant d'una vibració aclaparadora a moments profundament nostàlgics, com el seu elegíac Andante, que fa recordar els estils de Britten i Xostakóvitx. El moviment final, Allegro moderato, destaca per una sornegueria que probablement va influir en les obres posteriors de Weinberg, especialment en el segon concert per a violí.
El quartet inicia amb un Allegro carregat d'intensitat i inquietud. L'Andante introdueix una atmosfera de nostàlgia i sequedat, una de les marques distintives de Weinberg. El final, l'Allegretto, destaca per la seva combinació contrastada de temes i textures, afegint una sensació de complexitat a l'estructura general de l'obra.